# الرومانية الكاثوليكية في سوريا
الرومانية الكاثوليكية في سوريا هي جزء من الكنيسة الكاثوليكية في جميع أنحاء العالم، تحت القيادة الروحية للبابا في روما.
هناك 368000 كاثوليكي في سوريا (واللاجئين في الشتات)، ما يقرب من 2% من مجموع السكان. كاثوليك سوريا هم أعضاء في عدة كنائس مختلفة خاصة بالطقوس / اللغات، بما في ذلك الأرمن والكلدان والسريان والمارونيين والملكيين بالإضافة إلى الكنيسة اللاتينية، وهناك اختصاصات منفصلة ولكن متداخلة للمؤمنين في كل كنيسة.
كل هؤلاء الأساقفة هم أعضاء في الجمعية "الوطنية" للرهبان الكاثوليك في سوريا والمؤتمر الأسقفي الإقليمي (الواسع) للدول العربية. ينتمي الأساقفة الشرقيون الكاثوليك أيضًا إلى السينودس (الدولي) لبطريركيتهم أو كنائس أخرى محددة.